# Mărăcineni, Buzău
Mărăcineni là một xã thuộc hạt Buzău, România. Dân số thời điểm năm 2002 là 7194 người.